# Elecciones estatales de Hamburgo de 1957
El 10 de noviembre de 1957, la elección de la cuarta legislatura del Parlamento de Hamburgo tuvo lugar. Se eligieron 120 diputados. La participación de los residentes de Hamburgo fue del 77,3%.

## Elección
Después de que el Bloque de Hamburgo tuviera éxito en la elección de 1953 como una asociación de partidos centroderechistas para reemplazar a los socialdemócratas, el SPD fue capaz de recuperar la mayoría en las elecciones de 1957. La continuación del bloque no fue posible debido a la discordia entre sus  componentes. La elección se llevó a cabo por primera vez bajo el sistema de representación proporcional.
El Partido Alemán (DP), que en 1953 había obtenido representación como integrante del bloque, no pudo volver al parlamento. De esta manera, solo el SPD, la CDU y el FDP fueron representados. Esta situación cambió recién en 1982 con la entrada en el parlamento de la Lista Alternativa Verde (GAL). Ningún otro partido sobrepasó el cinco por ciento de los votos en todas las elecciones comprendidas entre 1957 y 1982. El KPD (que en las elecciones en 1953 había llegado hasta el 3,2% de los votos) no pudo competir nuevamente en esta elección debido a su prohibición en 1956.

### Resultados
Los resultados fueron:
| Partido | Partido | Votos   | %      | Escaños |
| ------- | ------- | ------- | ------ | ------- |
|         | SPD     | 553.390 | 53,9 % | 69      |
|         | CDU     | 330.991 | 32,2 % | 41      |
|         | FDP     | 88.201  | 8,6 %  | 10      |
|         | DP      | 42.285  | 4,1 %  | -       |
|         | DRP     | 4.109   | 0,4 %  | -       |
|         | UDM     | 3.594   | 0,4 %  | -       |
|         | BdD     | 3469    | 0,3 %  | -       |
|         | DG      | 485     | 0,1 %  | -       |

## Formación de gobierno
El  SPD obtuvo mayoría absoluta. A pesar de esto, formó una coalición con el FDP.  Poco después de la elección se anunció que Max Brauer (alcalde electo) no ocuparía el cargo de alcalde durante todo el periodo legislativo. En 1960 presentó su renuncia y dejó su cargo en manos de Paul Nevermann, quién asumió el 1 de enero de 1961.
A partir de este momento, Hamburgo fue gobernado solo por alcaldes del SPD, hasta 2001 cuando fue elegido Ole von Beust de la CDU.